# Robiac-Rochessadoule
Robiac-Rochessadoule – miejscowość i gmina we Francji, w regionie Oksytania, w departamencie Gard.
Według danych na rok 1990 gminę zamieszkiwało 808 osób, a gęstość zaludnienia wynosiła 78 osób/km² (wśród 1545 gmin Langwedocji-Roussillon Robiac-Rochessadoule plasuje się na 397. miejscu pod względem liczby ludności, natomiast pod względem powierzchni na miejscu 734.).